# Jerzmanowa
Jerzmanowa (deutsch: Hermsdorf) ist ein Dorf in Polen in der Woiwodschaft Niederschlesien. Es liegt im Powiat Głogowski und ist Sitz der gleichnamigen Landgemeinde Jerzmanowa.

## Geografie
Der Ort liegt in den Wzgórza Dalkowskie (deutsch: Dalkauer Berge), einer langgezogenen Hügelkette im nordwestlichen Teil Niederschlesiens, die einen Teil des Schlesischen Landrückens bilden.

## Sehenswürdigkeiten
Unter Denkmalschutz stehen:
- Die katholische Pfarrkirche Allerheiligen (kościół pw. Wszystkich Świętych) aus dem 14. Jahrhundert. Von der Reformation bis zum Jahre 1654 wurde die Stein-Backstein-Saalkirche von evangelischen Christen genutzt. es gibt zwei ganzfigurige manieristische Grabplatten des Georg von Mutzschlitz auf Hermsdorf († 1626) und seiner Frau Barbara geb. Sack († 1605).[1]

- Der Friedhof neben der Kirche

- Schlossanlage aus dem 18. bis 20. Jahrhundert bestehend aus dem Schloss um 1730, einst im Besitz der Familie von Sack sowie dem Park. Im Schlossgebäude gibt es ein kreuzgratgewölbtes Vestibül. Die Schlosszufahrt in der Fassadenachse ist von Linden gesäumt. Gegenüber dem Schloss ist ein stark verwilderter Park, der von der 1. Hälfte des 18. Jahrhunderts bis zum letzten Viertel des 19. Jahrhunderts geschaffen wurde.[2]

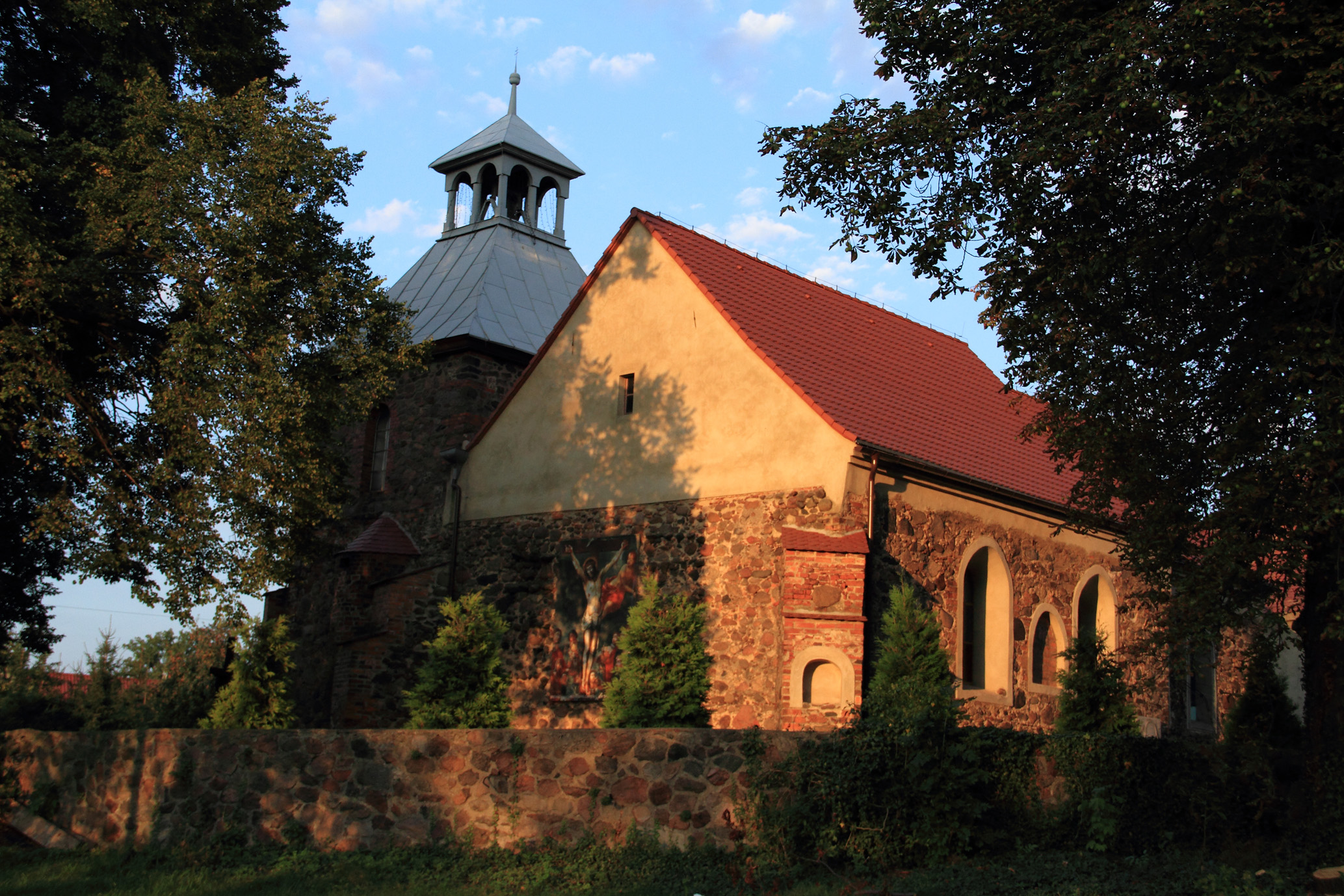
Kirche Allerheiligen
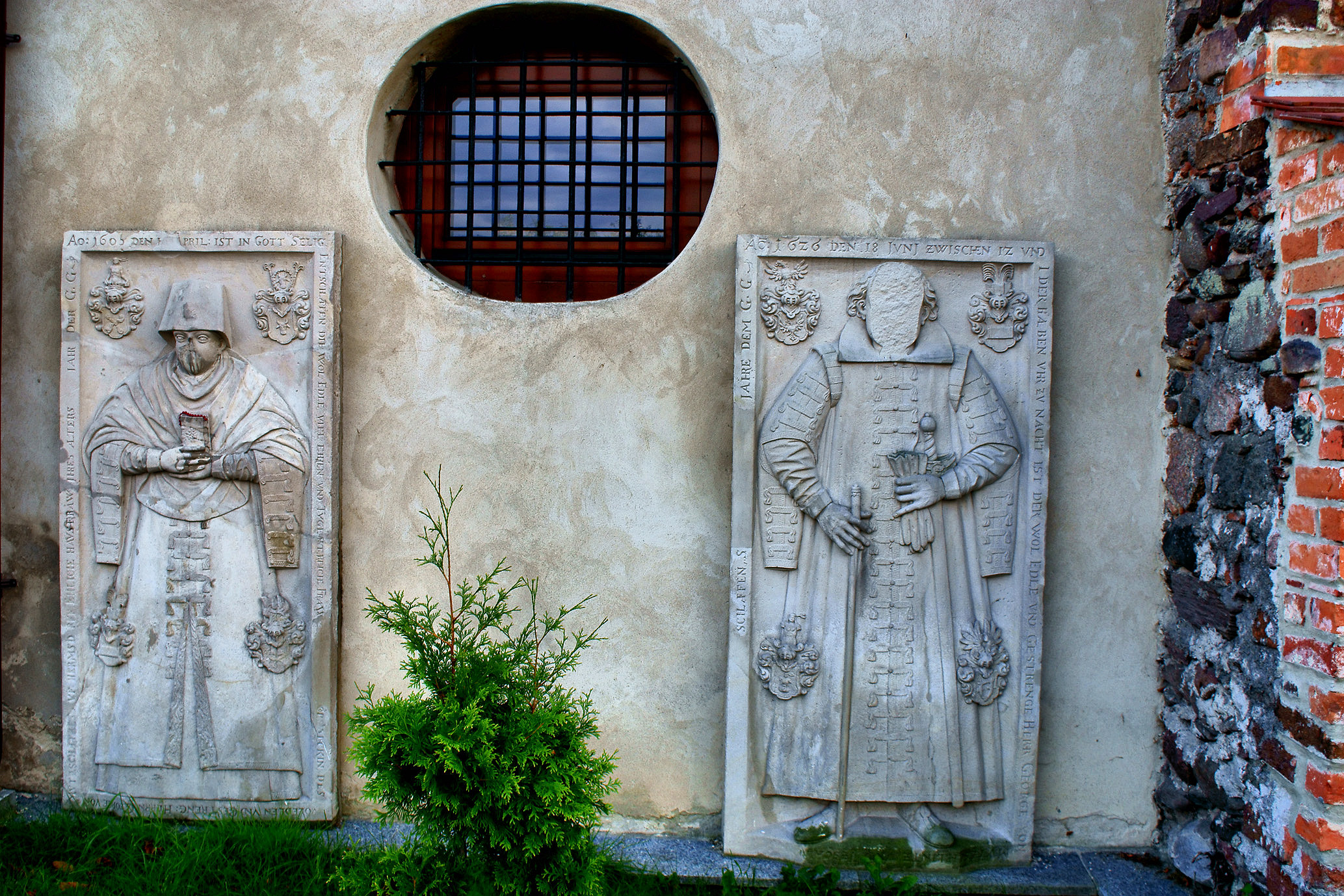
Grabmal an der Kirchenmauer
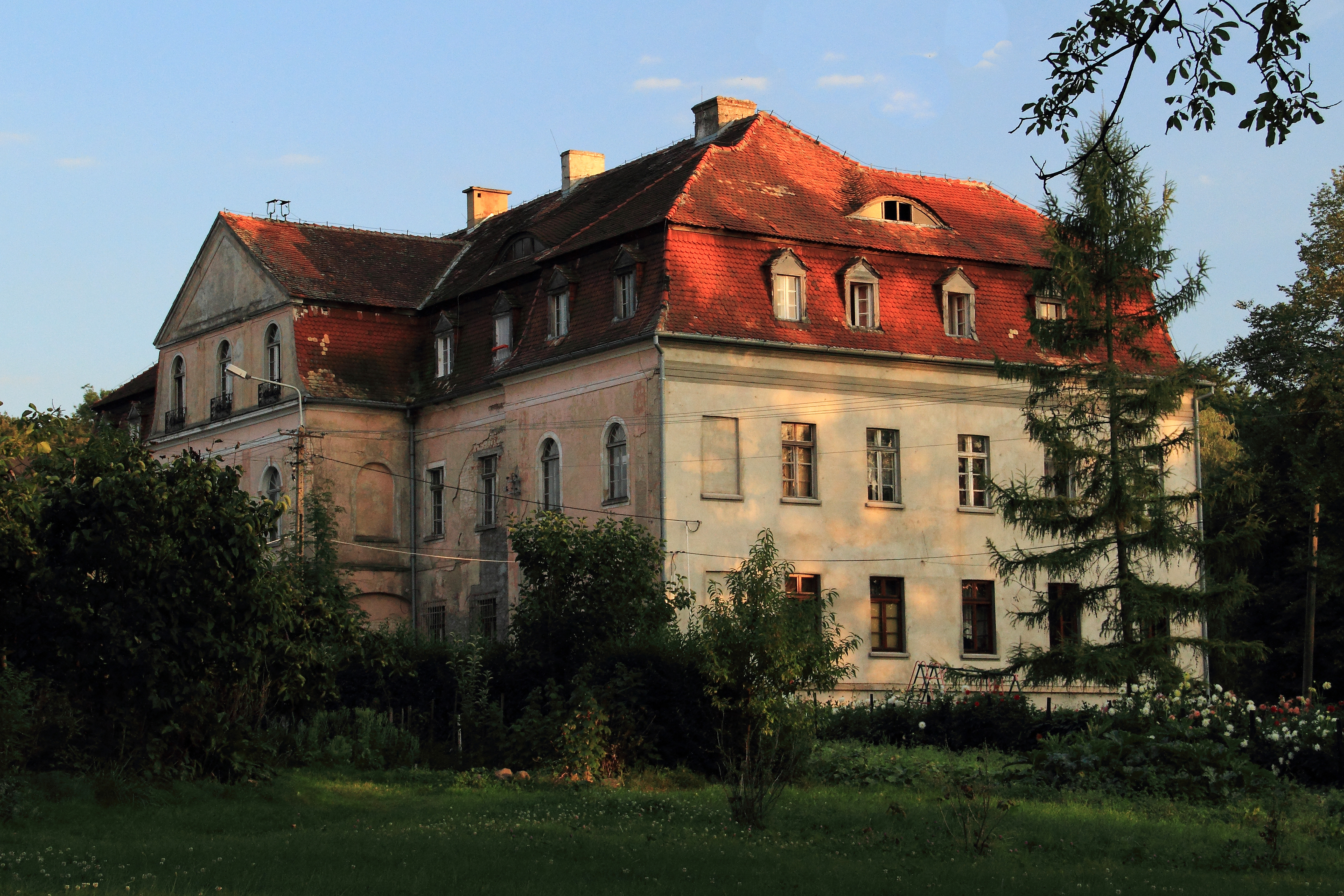
Das Schloss (2012)
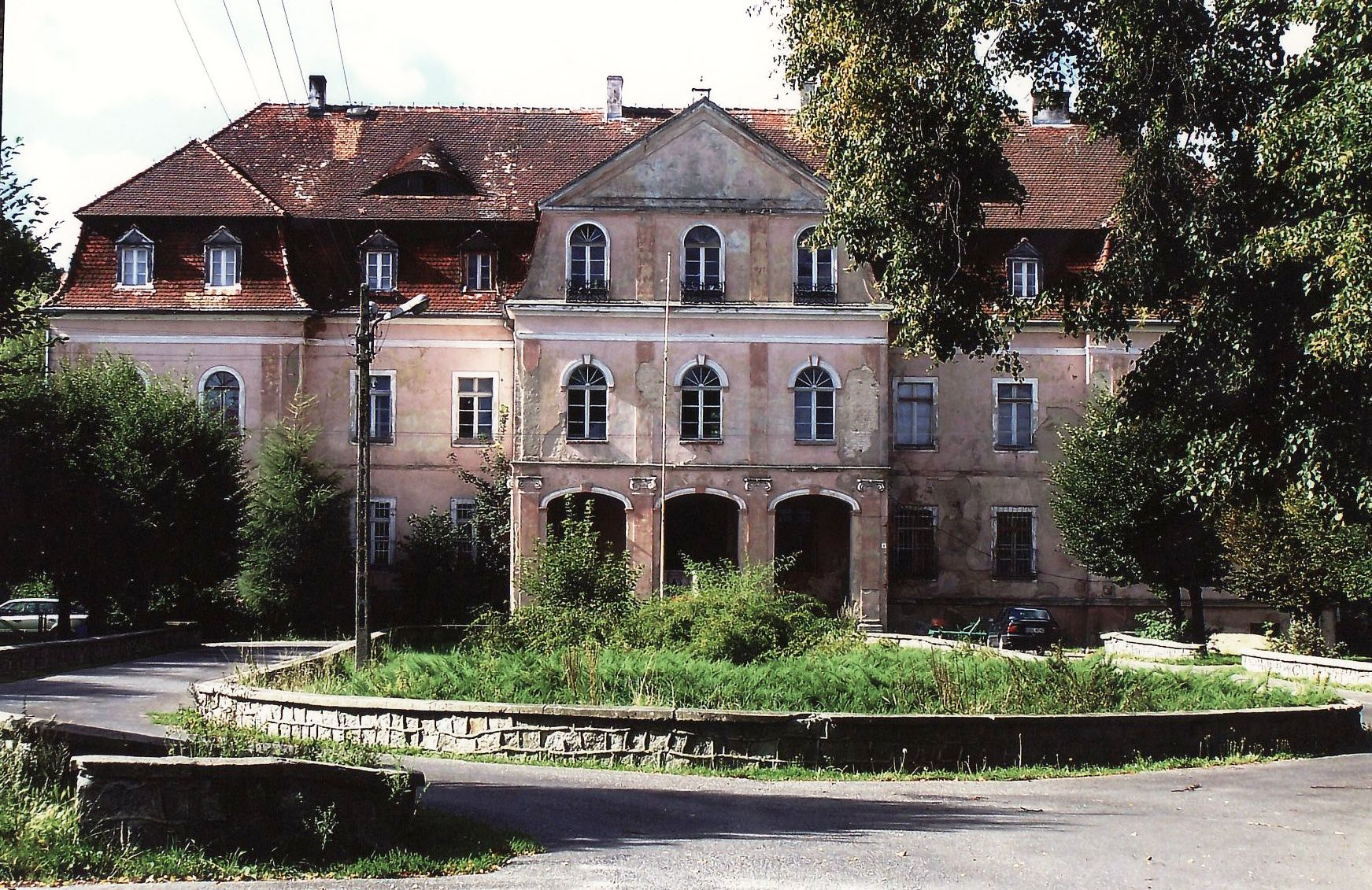
Schloss Hauptfassade und Zufahrt (2007)